# Бон Цаган
Бон Цаган (монг. Бөөн Цагаан) је велико слано језеро у провинцији Бајанхонгор у пустињи Гоби, на југу Монголије.
Бон Цаган језеро и оближња језера Тацин Цаган, Адгин Цаган и језеро Орог чине рамсарско подручје од међународног значаја под називом „Долина Језера“.